# Sony Xperia Z3 Compact
Sony Xperia Z3 Compact (модельний номер — D5803, D5833, SO-02G)  — це смартфон на базі Android, який продавався та вироблявся Sony Mobile. Як частина серії Sony Xperia Z, Z3 Compact є зменшеною версією Sony Xperia Z3 і був представлений під час прес-конференції на виставці IFA 2014, 4 вересня 2014 року. Як і попередник Z1 Compact, Z3 Compact є водонепроникним і пилонепроникним із IP-рейтингом IP65 та IP68. 

## Дизайн
Z3 Compact розроблено з урахуванням того, що Sony описує як «Omni-balance», який зосереджений на балансі та симетрії. Замість металевої рамки телефон має вигнуті краї та напівпрозорий пластик із загартованим склом спереду та ззаду. Маючи товщину 8,6 мм, пристрій товстіший, ніж Z3, але легший, вагою 129 г, через менший розмір.

## Характеристики смартфону

### Апаратне забезпечення
Смартфон має ідентичне апаратне забезпечення з Xperia Z3, за виключенням екрану і батареї. Він працює на базі чотириядерного процесора Qualcomm Snapdragon 801 (MSM8974-AB), що працює із тактовою частотою 2,5 ГГц (архітектура ARMv7), 2 ГБ оперативної пам’яті і використовує графічний процесор Adreno 330 для обробки графіки. 
Пристрій також має внутрішню пам’ять об’ємом 16 ГБ, із можливістю розширення карткою microSDXC до 128 ГБ. Апарат оснащений 4,6-дюймовим (117 мм відповідно) дисплеєм із розширенням 720 x 1280 пікселів із щільністю пікселів 319 ppi, що виконаний за технологією IPS LCD. Він підтримує мультитач, а також такі функції дисплея, як Live Color LED, відтворюючи більш насичені кольори та більш рівномірне підсвічування. Ще для покращеного зображення і відео використовується технологіЇ Triluminos і X-Reality Engine  
В апарат вбудовано 20,7-мегапіксельну задню камеру з датчиком зображення Exmor RS, який знімає відео 4K HDR. Розмір датчика камери 1/2,3 дюйма такий же, як зазвичай використовується у псевдодзеркальній цифровій камері. Є також світлодіодний спалах, стабілізація зображення, HDR, автофокус, розгорнута панорама, і покращено режими «SteadyShot» та «Intelligent Active». Фронтальна 2,2 мегапіксельна камера, записує відео з роздільною здатністю 1080p. 
Дані передаються через роз'єм microUSB 2.0, який також підтримує USB On-The-Go і порт HDMI (через MHL 3.0) для перегляду зображень і відео з пристрою на екрані телевізора. Щодо наявності бездротових модулів є Wi-Fi (802.11 a/b/g/n/ac 5 ГГц), Bluetooth 4.0, вбудована антена стандарту GPS з A-GPS, ГЛОНАСС, NFC, трансляція екрана через Miracast, DLNA. В Японії смартфон має підтримку в деяких моделях Mobile FeliCa, Osaifu-Keitai і 1seg. Весь апарат працює від Li-ion акумулятора ємністю 2600 мА·г, що може пропрацювати у режимі очікування 920 годин (38,3 дня), у режимі розмови — 14 години.

### Програмне забезпечення
Xperia Z3 Compact постачався з Android 4.4.4 «KitKat» зі спеціальним інтерфейсом і програмним забезпеченням Sony. Нові доповнення до програмного забезпечення Z3 включають додаток Lifelog, Sony Select і підтримку Remote Play на ігровій консолі PlayStation 4. Z3 Compact отримував оновлення ті самі, як і Z3, тому офіційно його останнім оновленням є Android 6.0 «Marshmallow», випущений в квітні 2016.
Завантажувач можна розблокувати як на Z3 Compact, так і на Z3, щоб встановити спеціальне ПЗУ, але це призведе до скасування гарантії та видалення ключів DRM, відключення функції зменшення шуму камери та доступу до Sony Entertainment Network.

## Критика
Z3 Compact отримав загалом позитивні відгуки, а PC Advisor описав його як чудовий маленький смартфон, який пропонує все, що є на повнорозмірному Z3, з тоншим і легшим дизайном із більшим дисплеєм, ніж попередній Z1 Compact. The Register похвалив телефон за чудовий термін служби акумулятора. The Verge похвалила невеликий розмір Z3 Compact, зберігши при цьому чудовий термін служби батареї та продуктивність флагмана Z3, провівши аналогію між iPhone 6 та iPhone 6 Plus, які поділяють більшість апаратного забезпечення, незважаючи на різницю в розмірах.

## Проблеми
Повідомлялося, що Z3 Compact мав дві серйозні проблеми:
1. Сенсорний екран починає виходити з ладу зверху та знизу; це стає критичним, коли віртуальні кнопки навігації назад/додому/меню перестають працювати.Обхідний шлях на форумі підтримки Sony [Архівовано 23 січня 2020 у Wayback Machine.] є використання мінімального ADB для зменшення використовуваної висоти екрана (adb shell wm overscan 0,30,0,30); Іншим обхідним шляхом є використання програмного забезпечення віртуальних кнопок сторонніх розробників.
2. З Android 6.0.1 «Marshmallow» Bluetooth блокує режим глибокого сну, а акумулятор швидко розряджається. Вимкнення Bluetooth – це обхідний шлях.